# Condado de Sheridan (Montana)
El condado de Sheridan (en inglés: Sheridan County), fundado en 1913, es uno de los 56 condados del estado estadounidense de Montana. En el año 2000 tenía una población de 4.105 habitantes con una densidad poblacional de 0,9 personas por km². La sede del condado es Plentywood.

## Geografía
Según la Oficina del Censo, el condado tiene un área total de 4419 km² (1706,2 mi²), de la cual 4343 km² (1676,8 mi²) es tierra y 78 km² (30,1 mi²) (1.74%) es agua.

### Condados adyacentes
- Condado de Daniels - oeste
- Condado de Roosevelt - sur
- Condado de Williams - este
- Condado de Divide - este
- Happy Valley No. 10 (Saskatchewan) - norte
- Surprise Valley No. 9 (Saskatchewan) - norte
- Lake Alma No. 8 (Saskatchewan) - norte

### Carreteras
- Carretera Estatal de Montana 16
- Carretera Estatal de Montana 5

## Demografía
En el 2000 la renta per cápita promedia del condado era de $29,518, y el ingreso promedio para una familia era de $35,345. En 2000 los hombres tenían un ingreso per cápita de $23,053 versus $20,112 para las mujeres. El ingreso per cápita para el condado era de $16,038. Alrededor del 14.70% de la población estaba bajo el umbral de pobreza nacional.

## Comunidades

### Ciudad
- Plentywood

### Pueblos
- Medicine Lake
- Outlook
- Westby

### Lugares designados por el censo
- Antelope
- Reserve
- Dagmar

### Despoblados
- Comertown
- Dooley
- Coalridge